# 34 Batalion Ochrony Pogranicza

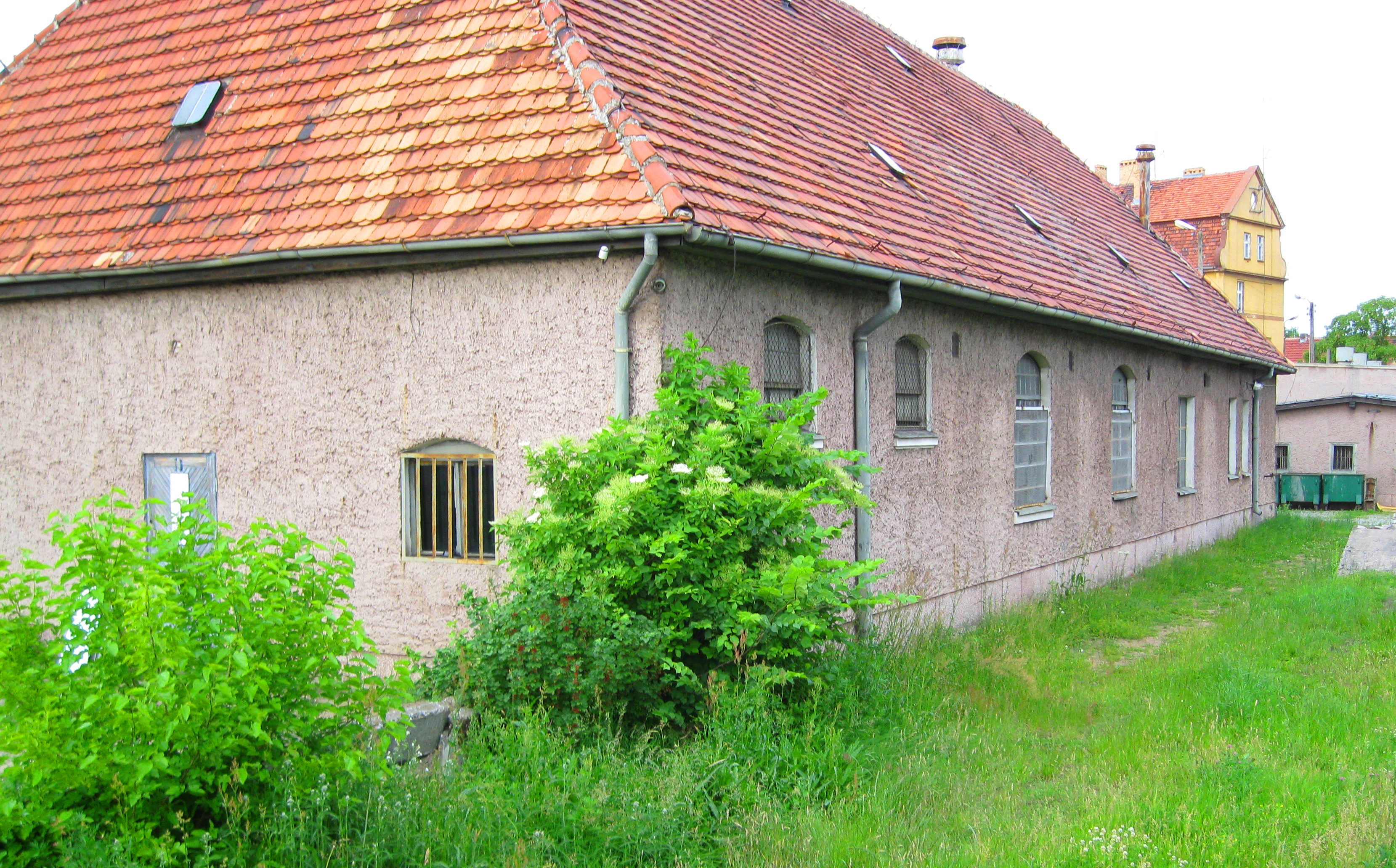
Dawny magazyn wojskowy w Słubicach (czerwiec 2009)

34 Samodzielny Batalion Ochrony Pogranicza – zlikwidowany samodzielny pododdział Wojsk Ochrony Pogranicza pełniący służbę na granicy z Niemiecką Republiką Demokratyczną.

## Formowanie i zmiany organizacyjne
34 samodzielny batalion Ochrony Pogranicza sformowany został w 1948  JW 1786 (Zarządzenie SzSG Nr 0039/Org. z 11 sierpnia 1948). Przemianowany 1 stycznia 1951 na 93 batalion Wojsk Ochrony Pogranicza. Dowództwo i sztab batalionu stacjonował w Słubicach.
Rozkazem Ministra Obrony Narodowej nr 205/Org. z 4 grudnia 1948, z dniem 1 stycznia 1949, Wojska Ochrony Pogranicza podporządkowano Ministerstwu Bezpieczeństwa Publicznego. Zaopatrzenie batalionu przejęła Komenda Wojewódzka Milicji Obywatelskiej w Zielonej Górze.

## Struktura organizacyjna
dowództwo i pododdziały sztabowe – Słubice 
- 36 strażnica Ochrony Pogranicza – Rączyn
- 39 strażnica Ochrony Pogranicza – Przyrzecze
- 40 strażnica Ochrony Pogranicza – Urad
- 41 strażnica Ochrony Pogranicza – Rybocice
- 44 strażnica Ochrony Pogranicza – Słubice
- Graniczna Placówka Kontrolna Ochrony Pogranicza nr 7 – Rzepin[a]
- Graniczna Placówka Kontrolna Ochrony Pogranicza nr 8 – Słubice[a].

## Kadra batalionu
Dowódcy batalionu
- mjr Stanisław Noga (1948–1949)
- mjr Arkadiusz Rozenkier (1949–1950)
- kpt.Bolesław Niećko (1.02.1950–31.12.1950).

Obsada personalna sztabu batalionu w 1948
- dowódca batalionu – mjr Stanisław Noga
- szef sztabu batalionu – kpt. Ludwik Piatkowski
- pomocnik szefa sztabu do spraw wyszkolenia – ppor. Antoni Donarski
- pomocnik kierownika referatu VII – chor. Daniel Tokarz
- szef łączności (dowódca plutonu łączności) – ppor. Bolesław Naranowicz
- instruktor sanitarny – ppor. Zdzisław Lorenc
- instruktor weterynaryjny – ppor. Czesław Kamiński
- kwatermistrz – kpt. Bachuta Władysław
- kierownik sekcji żywnościowo-mundurowej – por. Adam Fiala.

## Upamiętnienie
27 października 2023 w Regionie Nadodrzańskim, uwzględniających obchody 25-lecia powstania Związku Emerytów i Rencistów Straży Granicznej, a także Święta Związku i Dnia Weterana Służby Granicznej w Słubicach odsłonięto tablicę pamiątkową poświęconą Polskim Formacjom Granicznym. Tablica została umiejscowiona po prawej stronie bramy wjazdowej na „Osiedle Świerkowe”, położone u zbiegu ulic: Konstytucji 3-go Maja, Mieszka I i Władysława Jagiełły, tworzących  mini rondo, które Uchwałą Rady Miejskiej w Słubicach nr XLV/519/2022 z 23 czerwca 2022 otrzymało nazwę „Ronda Pograniczników”. Tablica pamiątkowa została wmurowana w tym miejscu, ponieważ w latach 1945–2005 na terenie dzisiejszego „Osiedla Świerkowego” stacjonowały Jednostki Polskich Formacji Granicznych: do 1991 Batalion Graniczny i Strażnica Wojsk Ochrony Pogranicza, a po rozformowaniu WOP i utworzeniu na bazie tych wojsk Straży Granicznej – Strażnica Straży Granicznej i Placówka SG w Świecku z siedzibą w Słubicach. Wartę honorową przy odsłanianej tablicy pamiątkowej zapewnili: Hufiec ZHP w Słubicach i PSG w Świecku.
Do odsłonięcia tablicy pamiątkowej zaproszeni zostali:
- Burmistrz Słubic – Mariusz Olejniczak
- Starosta Słubicki – Leszek Bajon – w zastępstwie wicestarosta – Robert Włodek
- Przedstawiciel Komendanta NoOSG w Krośnie Odrzańskim – ppłk SG Piotr Wojtunik – Naczelnik Wydziału
- Przedstawiciel Komendanta PSG w Świecku – kpt. SG Marcin Kalinowski – Zastępca Komendanta PSG w Gorzowie Wielkopolskim
- Prezes RN ZEiRSG – Jerzy Siedlarz
- Weteran służby granicznej – płk SG w st. spocz. Zygmunt Sejnik, który wiele lat pełnił służbę na tym terenie.

Ideą przewodnią zainstalowania tablicy pamiątkowej, poświęconej żołnierzom i funkcjonariuszom Polskich Formacji Granicznych w tym konkretnym miejscu, było zachowanie w pamięci tego rejonu oraz uhonorowanie naszych poprzedników, którzy pełnili zaszczytną służbę w ochronie granicy naszej Ojczyzny na odcinku środkowej Odry granicznej.